# Husaren-Regiment „Kaiser Franz Josef von Österreich, König von Ungarn“ (Schleswig-Holsteinisches) Nr. 16
Das Husaren-Regiment „Kaiser Franz Josef von Österreich, König von Ungarn“ (Schleswig-Holsteinisches) Nr. 16 war ein von 1866 bis 1918 bestehender Kavallerieverband der Preußischen Armee.

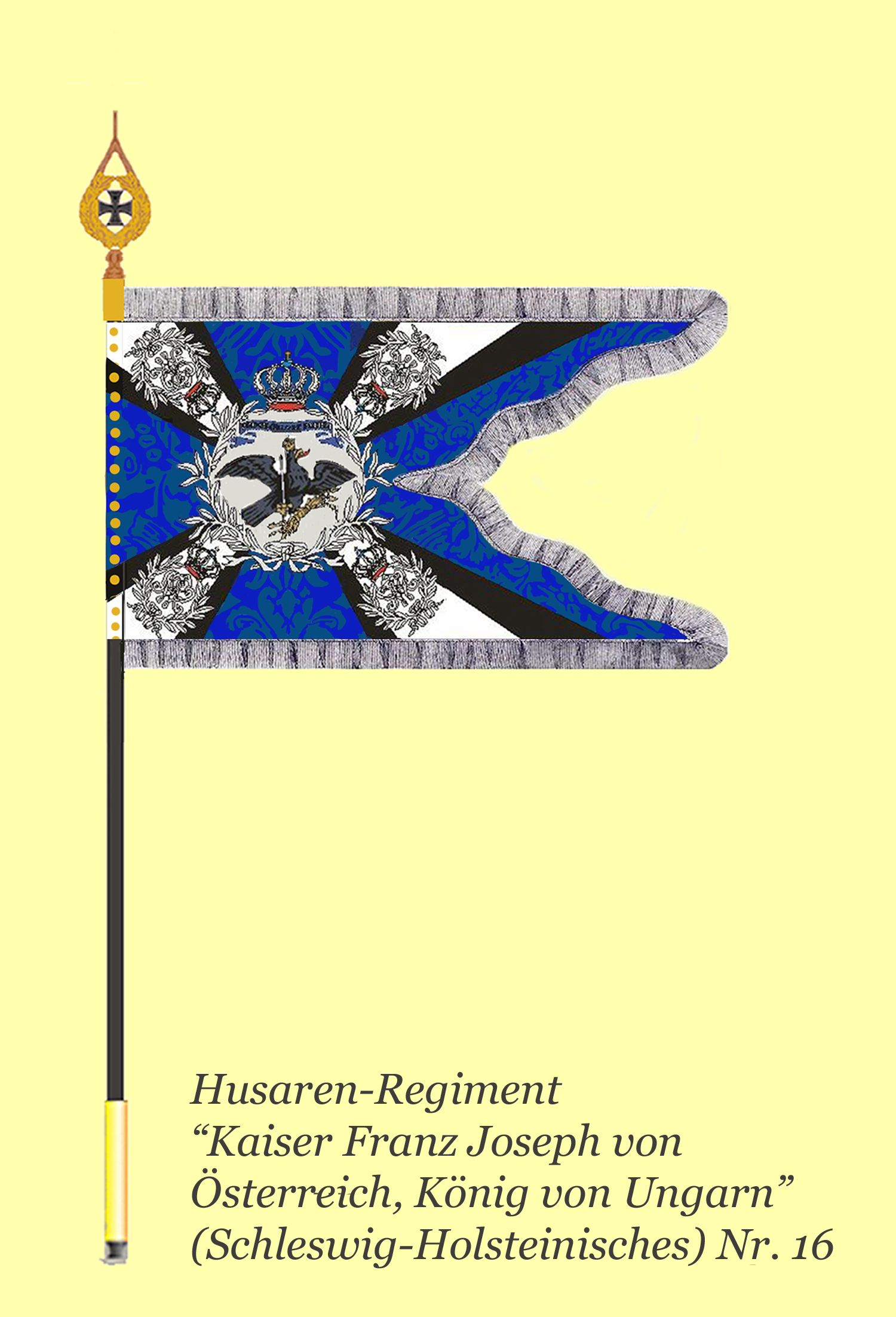
Regimentsfahne

## Geschichte
1866 endete das österreichisch-preußische Kondominium in Schleswig-Holstein mit dem Deutschen Krieg. Als Folge des Krieges wurden die Herzogtümer Schleswig und Holstein von Preußen annektiert. Am 27. September 1866 (Stiftungstag) stellte die Preußische Armee zum 30. Oktober 1866 das Husaren-Regiment Nr. 16 auf. Es formierte sich aus der 2. und der 6. Eskadron des Königs-Husaren-Regiments (1. Rheinisches) Nr. 7 und der 4. und 5. Eskadron des 2. Rheinischen Husaren-Regiments Nr. 9. Dies geschah also, noch bevor aus den Herzogtümern zusammen mit Lauenburg 1867 die preußische Provinz Schleswig-Holstein geformt wurde. Das Regiment war in Schleswig stationiert und bildete gemeinsam mit dem 2. Brandenburgischen Ulanen-Regiment Nr. 11 die 17. Kavallerie-Brigade, die dem IX. Armee-Korps unterstand.
Am 7. November 1867 erhielt der Verband den Namen Schleswig-Holsteinisches Husaren-Regiment Nr. 16. Im Zuge der (Wieder-)Aussöhnung des Deutschen Kaiserreichs mit Österreich-Ungarn wurde Kaiser Franz Joseph I. am 9. September 1873 zum Regimentschef ernannt und der Verband führte bis zur Auflösung den Namen Husaren-Regiment „Kaiser Franz-Joseph von Österreich, König von Ungarn“ (Schleswig-Holsteinisches) Nr. 16.

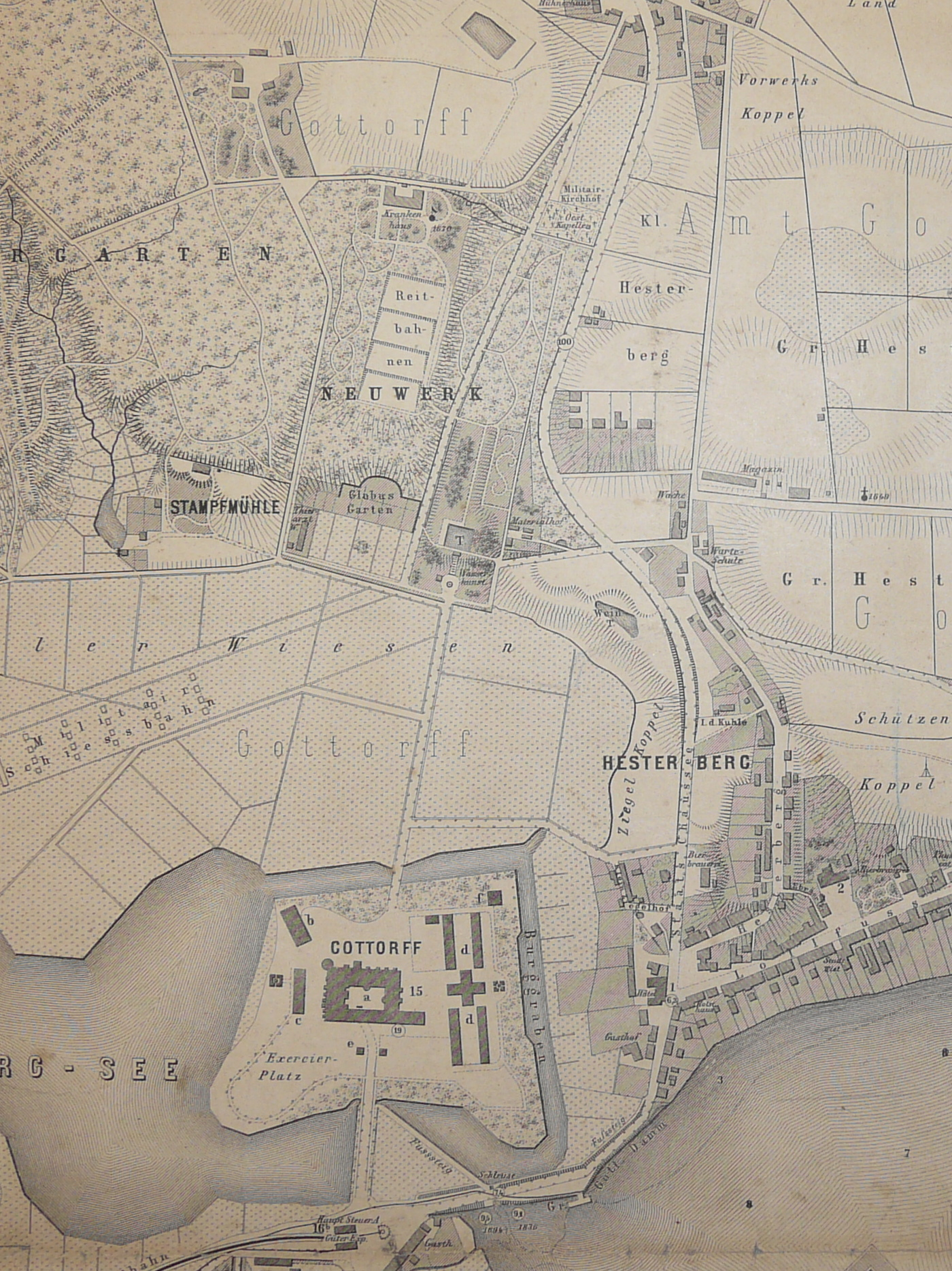
Gottorfer Schloss 1871 mit Exerzierplatz

Das Regiment hatte im Schloss Gottorf seine Kaserne. Von 1875 bis 1899 hielt die Husaren auf der Gönnebeker Heide, nördlicher Kreis Segeberg, regelmäßig militärische Übungen ab.

### Deutsch-Französischer Krieg
Im Krieg gegen Frankreich kämpfte das Regiment am 16. August 1870 in der Schlacht bei Vionville/Mars la Tour. In der Nähe von Rezonville steht ein Kriegerdenkmal.
Weitere Einsätze erfolgten im August 1870 bei Neunkirchen, Ars-Laquenery, im September bei Boncq, Chalandry und bei der Einschließung von Paris. Im Oktober wirkten die Husaren bei Epernon, Ablis und Jouy. Es folgen Kämpfe im November und Dezember bei Landelles, Sargé, Tournoisis, Orléans, Nouan-le-Fuzelier sowie im Januar 1871 schließlich bei Epuisay und Le Mans.

### Verbleib
Nach dem Waffenstillstand von Compiègne kehrte das Regiment in die Heimat zurück, wurde demobilisiert und schließlich aufgelöst. Die Tradition übernahm in der Reichswehr durch Erlass des Chefs der Heeresleitung General der Infanterie Hans von Seeckt vom 24. August 1921 die 3. Eskadron des 14. Reiter-Regiments in Schleswig. In der Wehrmacht führte die 3. Eskadron des Kavallerie-Regiments 14 in Parchim die Tradition fort.

Das Offizierskorps des Regiments 1908

## Kommanteure
| Dienstgrad                  | Name                      | Datum                                                     |
| --------------------------- | ------------------------- | --------------------------------------------------------- |
| Oberst                      | Karl von Schmidt          | 30. Oktober 1866 bis 11. September 1870                   |
| Major/Oberstleutnant/Oberst | Wolf von Heintze          | 12. September 1870 bis 22. Juni 1877                      |
| Major/Oberstleutnant/Oberst | Ernst von der Planitz     | 26. Juni 1877 bis 13. Februar 1885                        |
| Oberstleutnant              | Friedrich von Stockhausen | 14. Februar 1885 bis 6. Juli 1887                         |
| Oberstleutnant/Oberst       | Richard von Thümen        | 07. Juli 1887 bis 15. Juli 1891                           |
| Oberstleutnant/Oberst       | Ernst von Schmeling       | 16. Juli 1891 bis 15. Juni 1896                           |
| Oberstleutnant              | Gerd von Rundstedt        | 16. Juni 1896 bis 21. März 1898                           |
| Major                       | Benno von Mechow          | 22. März bis 18. August 1898 (mit der Führung beauftragt) |
| Major/Oberstleutnant/Oberst | Benno von Mechow          | 19. August 1898 bis 17. April 1903                        |
| Oberstleutnant/Oberst       | Harry von Boddien         | 18. April 1903 bis 31. Oktober 1907                       |
| Major/Oberstleutnant/Oberst | Gerhard von Manteuffel    | 01. November 1907 bis 21. April 1912                      |
| Major/Oberstleutnant        | Paul Ludendorff           | 22. April 1912 bis 25. September 1914                     |
| Major/Oberstleutnant        | Kasimir von Raszewski     | 26. September 1914 bis Auflösung                          |

## Weitere Regimentsangehörige
- Gustav Giesecke (1913)
- Paul von Hedemann-Heespen (1890)
- Georg von Manstein (1869)
- Ferdinand von Massow (1866–1868)

## Trivia
Beim Distanzritt Berlin–Wien, Wien–Berlin 1892 erreichte der Sekondeleutnant Johannsen als Neunter Wien (17. in der Gesamtwertung, Gesamtzeit: 80 Stunden und 45 Minuten). Im Deutschen Historischen Museum gibt es einen mit Schaffell gefütterten Attila, den typischen Waffenrock der Husaren, des Husarenregiments Nr. 16 in einer Ausführung für Mannschaftsdienstgrade. Im Schleswig benachbarten Schuby gibt es die Blaskapelle „Schleswiger Husaren e. V.“, deren Namen auf das Husaren-Regiment Nr. 16 zurückgeht.

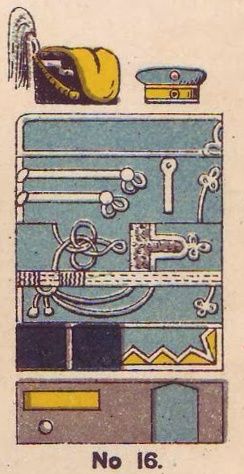
Farbschema der Uniform, Husaren-Regiment Nr. 16
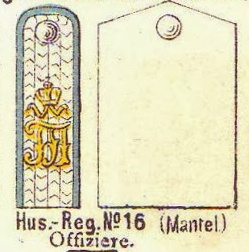
Schulterstücke mit dem Namenszug des Regimentschefs (seit Dezember 1884)
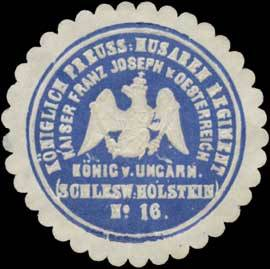
Siegelmarke